# Dorian Harewood
Willie Dorian Harewood (ur. 6 sierpnia 1950 w Dayton) – amerykański aktor filmowy, telewizyjny i głosowy. Jego znakiem rozpoznawczym jest niski głos.

## Życiorys

### Wczesne lata
Urodził się w Dayton w Ohio jako syn Estelle Olivii i Emersona MacAulaya Harewoodów. Wychowywał się z pięciorgiem rodzeństwa, dwoma braćmi – Emersonem i Philipem oraz trzema siostrami – Theolandą, Floranne i Lawandą. W 1972 ukończył Konserwatorium Muzyczne na Uniwersytecie w Cincinnati.

### Kariera
W 1971 przyjął zastępstwo na Broadwayu w roli Valentine’a w komedii Williama Shakespeare’a Dwaj panowie z Werony. W 1975 odniósł sukces i otrzymał nagrodę Theatre World za rolę Clarence’a w przedstawieniu Nie oddzwaniaj. W 1976 wystąpił jako Carlyle w produkcji off-Broadwayowskiej Chorągiewki (Streamers) autorstwa Davida Rabe’a w reżyserii Mike’a Nicholsa.
W miniserialu ABC Korzenie: Następne pokolenia (Roots: The Next Generations, 1979) został obsadzony w roli Simona Haleya, ojca autora Alexa Haleya. W biograficznym dramacie telewizyjnym Historia Jessego Owensa (The Jesse Owens Story, 1984) zagrał autentyczną postać sportowca olimpijskiego Jessego Owensa. Za rolę saksofonisty jazzowo–bluesowego Clarence’a „Cool Papa” Charlestona w serialu NBC Odlecieć stąd (I’ll Fly Away, 1992) został uhonorowany nagrodą NAACP Image Awards.

## Życie prywatne
14 lutego 1979 ożenił się z Nancy Harewood. Mają córkę Olivię i syna Johna.

## Filmografia

### Filmy
- 1981: Wzór piękności –  por. Masters
- 1984: Przeciw wszystkim – Tommy
- 1984: Czołg – dyżurny bazy Ed Tippet
- 1985: Sokół i koka – Gene
- 1987: Full Metal Jacket – Eightball
- 1995: Nagła śmierć – Hallmark
- 1996: Kosmiczny mecz – Bupkus jako Monstar (głos)
- 2001: Glitter – Guy Richardson
- 2003: Gothika – Teddy Howard
- 2003: Skazany na wolność – Mackie Whittaker
- 2005: Atak na posterunek – Gil

### Seriale
- 1979: Korzenie: Następne pokolenia – Simon Haley
- 1986: Napisała: Morderstwo – Szeryf Claudell Cox
- 1987: Piękna i bestia – Jason Walker
- 1994: Doktor Quinn – Carver
- 1994: Viper – doktor Julian Wilkes
- 1994–1996: Iron Man: Obrońca dobra – Jimmy Rhodes/War Machine (głos, sezon drugi)
- 1995–1997: Spiderman – Tombstone (głos)
- 1996: Incredible Hulk – Jimmy Rhodes/War Machine (głos)
- 1996–2003: Siódme niebo – Morgan Hamilton
- 2002: Gwiezdne wrota – Thoran
- 2002: Kancelaria adwokacka – Jerry Cochran
- 2002–2003: Puls miasta – kapitan Ronald Hicks
- 2007: Prywatna praktyka – Duncan Stinson
- 2008: Terminator: Kroniki Sary Connor – Boyd Sherman